# San Martino di Lupari 2017-2018
Questa voce raccoglie le informazioni riguardanti l'A.S.D. San Martino di Lupari nelle competizioni ufficiali della stagione 2017-2018.

## Stagione
La stagione 2017-2018 della Fila San Martino di Lupari è la quinta consecutiva che disputa in Serie A1 femminile.

## Verdetti stagionali
Competizioni nazionali
- Serie A1: (24 partite)

stagione regolare e fase a orologio: 6º posto su 10 squadre (12-10);
play-off: perde i quarti di finale contro Ragusa (0-2).
- Coppa Italia: (1 partita)

semifinale persa contro Schio.

## Organigramma societario
Area dirigenziale
- Presidente: Vittorio Giurati
- Direttore sportivo: Leopoldo Carraro
- Direttore generale: Aldo Mardegan

Area Tecnica
- Allenatore: Gianluca Abignente
- Assistente allenatore: Pierluigi Cardin
- Responsabile del settore giovanile: Francesca Di Chiara

Area Sanitaria
- Medico sociale: Bruno Baggio
- Fisioterapista: Omar Lucato

## Roster
|    | Naz.                   | Ruolo | Sportivo          | Anno | Alt. |  |             |
| -- | ---------------------- | ----- | ----------------- | ---- | ---- |  | ----------- |
| 1  | Slovacchia (bandiera)  | AC    | Sabína Oroszová   | 1993 | 190  |  |             |
| 4  | Stati Uniti (bandiera) | A     | Megan Mahoney     | 1983 | 183  |  |             |
| 5  | Italia (bandiera)      | A     | Marcella Filippi  | 1985 | 186  |  |             |
| 6  | Italia (bandiera)      | P     | Monica Tonello    | 1988 | 168  |  | (vice cap.) |
| 7  | Italia (bandiera)      | PG    | Claudia Amabiglia | 1998 | 172  |  |             |
| 9  | Italia (bandiera)      | GA    | Martina Fassina   | 1999 | 183  |  |             |
| 10 | Stati Uniti (bandiera) | G     | Jasmine Bailey    | 1990 | 175  |  |             |
| 11 | Italia (bandiera)      | AC    | Jasmine Keys      | 1997 | 190  |  |             |
| 12 | Italia (bandiera)      | G     | Francesca Beraldo | 1999 | 172  |  |             |
| 15 | Italia (bandiera)      | P     | Angela Gianolla   | 1980 | 170  |  | (cap.)      |
| 16 | Italia (bandiera)      | G     | Alice Milani      | 1999 | 170  |  |             |
| 20 | Italia (bandiera)      | A     | Beatrice Baldi    | 2000 | 184  |  |             |

## Mercato
Riconfermate le seguenti giocatrici, Megan Mahoney, Angela Gianolla,  Monica Tonello, Jasmine Bailey, Marcella Filippi, Martina Fassina, Jasmine Keys, Claudia Amabiglia, Alice Milani, e Francesca Beraldo; la società ha inoltre effettuato i seguenti trasferimenti:
| Acquisti | Acquisti        | Acquisti         | Acquisti   |
| R.       | Nome            | da               | Modalità   |
| -------- | --------------- | ---------------- | ---------- |
| AC       | Sabína Oroszová | Piešťanské Čajky | definitivo |
| A        | Beatrice Baldi  | Giants Marghera  | definitivo |

| Cessioni | Cessioni            | Cessioni           | Cessioni       |
| R.       | Nome                | a                  | Modalità       |
| -------- | ------------------- | ------------------ | -------------- |
| A        | Alessia Brutto      | Lupe San Martino   | fine contratto |
| A        | Anna Profaiser      | Lupe San Martino   | fine contratto |
| A        | Jelena Ivezić       | -                  | fine contratto |
| A        | Eglė Šulčiūtė       | Hainaut Basket     | fine contratto |
| AC       | Maria Luisa Sbrissa | -                  | ritiro         |
| C        | Valentina Fabbri    | S. Salv. Selargius | fine contratto |

## Risultati

### Campionato

#### Play-off
| Arbitri: | Calogero Cappello (Porto Empedocle) Sebastiano Tarascio (Priolo Gargallo) Angela Rita Castiglione (Palermo) |

|                    |          |            |
| Hamby 20           | Punti    | 20 Keys    |
| Consolini, Hamby 5 | Assist   | 8 Gianolla |
| Hamby 12           | Rimbalzi | 6 Mahoney  |

| Arbitri: | Claudio Di Toro (Perugia) Francesco Meneghini (Verona) Federica Servillo (Perugia) |

|            |          |                   |
| Mahoney 16 | Punti    | 20 Ndour          |
| Gianolla 6 | Assist   | 4 Consolini, Soli |
| Bailey 8   | Rimbalzi | 8 Hamby           |

### Coppa Italia

#### Semifinale
| Arbitri: | Duccio Maschio (Firenze) Diletta Bandinelli (Siena) Chiara Vanzini (Milano) |

|                      |          |            |
| Yacoubou 23          | Punti    | 15 Keys    |
| Gatti, Tagliamento 3 | Assist   | 6 Gianolla |
| Yacoubou 10          | Rimbalzi | 7 Mahoney  |

## Statistiche

### Statistiche di squadra
| Competizione | Punti | In casa | In casa | In casa | In casa | In casa | In trasferta | In trasferta | In trasferta | In trasferta | In trasferta | Totale | Totale | Totale | Totale | Totale | Totale |
| Competizione | Punti | G       | V       | P       | Ptf     | Pts     | G            | V            | P            | Ptf          | Pts          | G      | V      | P      | Ptf    | Pts    | Diff.  |
| ------------ | ----- | ------- | ------- | ------- | ------- | ------- | ------------ | ------------ | ------------ | ------------ | ------------ | ------ | ------ | ------ | ------ | ------ | ------ |
| Serie A1     | 24    | 12      | 8       | 4       | 804     | 757     | 10           | 4            | 6            | 658          | 677          | 22     | 12     | 10     | 1462   | 1434   | +28    |
| Play-off     |       | 1       | 0       | 1       | 53      | 72      | 1            | 0            | 1            | 59           | 70           | 2      | 0      | 2      | 112    | 142    | -30    |
| Coppa Italia |       | -       | -       | -       | -       | -       | 1            | 0            | 1            | 51           | 72           | 1      | 0      | 1      | 51     | 72     | -21    |
| Totale       | 24    | 13      | 8       | 5       | 857     | 829     | 12           | 4            | 8            | 768          | 819          | 25     | 12     | 13     | 1625   | 1648   | -23    |